# 16190 Kabirjolly
16190 Kabirjolly è un asteroide della fascia principale. Scoperto nel 2000, presenta un'orbita caratterizzata da un semiasse maggiore pari a 2,594102 UA e da un'eccentricità di 0,078439, inclinata di 14,159779° rispetto all'eclittica. Ha un diametro di 4,306 km e un'albedo di 0,456.
Fa parte della famiglia di asteroidi Maria.
Kabir Jolly (nato nel 2002) si è aggiudicato il secondo premio all'Intel International Science and Engineering Fair del 2019 per il suo progetto di scienza medica traslazionale. Ha frequentato la College Park High School a The Woodlands, Texas, USA.